# Òrrius
Òrrius (spanisch Orrius) ist eine katalanische Gemeinde (Municipio) mit 805 Einwohnern (Stand: 2024) in der Provinz Barcelona im Nordosten Spaniens. Sie liegt in der Comarca Maresme und gehört zur Metropolregion Àrea Metropolitana de Barcelona.

## Lage
Òrrius liegt etwa 20 Kilometer nordöstlich von Barcelona in einer durchschnittlichen Höhe von ca. 270 m. Ein Großteil des Gemeindegebiets gehört zum Parc de la Serralada Litoral. 

## Geschichte
974 wurde die Ortschaft als Vila de Orreos erwähnt.

## Bevölkerungsentwicklung
| Jahr      | 1970 | 1981 | 1991 | 2001 | 2011 | 2021 |
| Einwohner | 218  | 259  | 366  | 397  | 644  | 779  |

## Sehenswürdigkeiten
- Andreaskirche aus dem 16. Jahrhundert
- Bartholomäuskirche (Iglesia de Sant Bartomeu de Cabanyes)

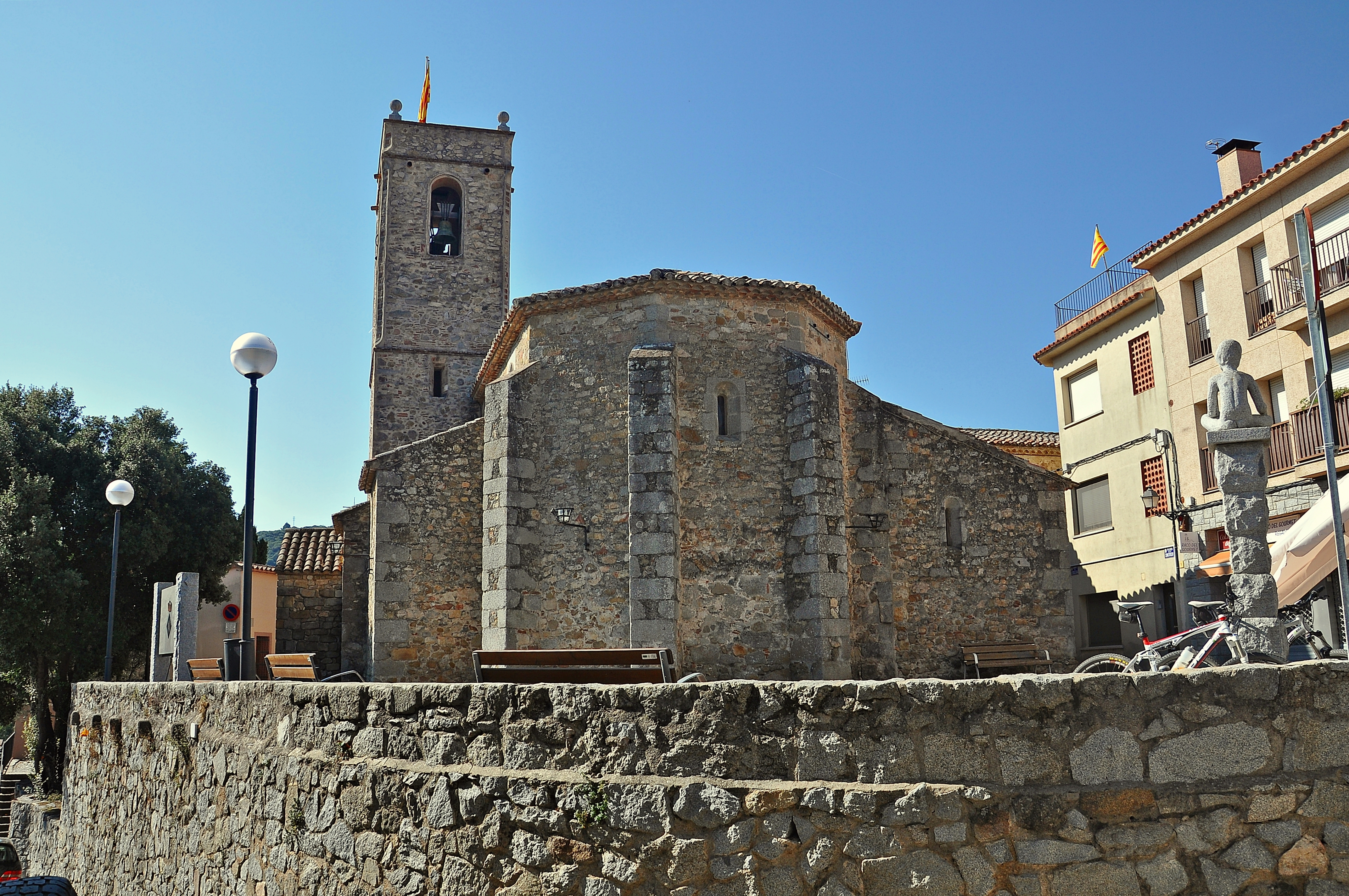
Andreaskirche